# Tempête Kyrill
Pour les articles homonymes, voir Tempête (homonymie) et Cyril.
Kyrill, parfois francisé en Cyril, est une tempête ayant traversé l'Europe du nord en janvier 2007. Elle aurait fait au moins 45 morts. Cette tempête, qui rappelle celle de Lothar du 26 décembre 1999, a particulièrement frappé le nord de la France, l'Allemagne, la République tchèque et la Pologne.

## Situation météorologique
En hiver, les dépressions qui traversent l'Atlantique s'intensifient et atteignent parfois une telle force que les dégâts causés par leurs vents sont similaires à ceux d'un cyclone tropical. On leur donne donc parfois, à tort, le nom d'ouragan mais il s'agit en fait de dépressions frontales d'échelle synoptique. Ces dépressions suivent en général le Gulf Stream depuis Terre-Neuve et atteignent le nord-ouest de l'Europe. La tempête Kyrill fut un tel système qui toucha terre en Irlande et en Grande-Bretagne la nuit du 17 au 18 janvier.
Elle traversa la Mer du Nord le 18. Son centre atteignit le Basse-Saxe en Allemagne vers 18h et poursuit son chemin vers la mer Baltique. Elle donna des vents de force 12 dans l'échelle de Beaufort sur un large corridor, affectant les îles britanniques, le nord de la France, les Pays-Bas, la Belgique, l'Allemagne, une partie de la Suisse et de l'Autriche, la République tchèque et la Pologne.
En Grande-Bretagne, des vents maximaux de 160 km/h ont été enregistrés à The Needles alors qu'en Irlande, on nota 149 km/h à Dublin. Les rafales maximales en Allemagne furent de 202 km/h sur le mont Wendelstein dans le Chiemgau et de 198 km/h sur le Brocken dans les montagnes Harz. En Pologne, les plus forts vents ont été notés sur le Sniejka dans les Monts des Géants à 250 km/h et qu'en République tchèque, des vents de 200 km/h ont été signalés. Les plus fortes poussées de vent en Suisse ont eu lieu vers minuit, selon Christophe Voisard, de MétéoSuisse. Le vent a été particulièrement violent sur les hauteurs dont 132 km/h au Chasseral (massif du Jura), 129 aux Diablerets (canton de Vaud) et 115 au Moléson (canton de Fribourg).
Les températures très douces dans le secteur chaud de la dépression ont battu des records pour la journée en certains endroits dont 14 °C à Prague. On rapporte même quelques tornades à l'avant du front froid qui lui était associé, dont trois sont confirmés en date du 22 février 2007
Météo-France et le Deutscher Wetterdienst avaient émis des alertes météorologiques afin d'avertir le public de ne pas s'aventurer à l'extérieur pour le 18 janvier.

## Dégâts

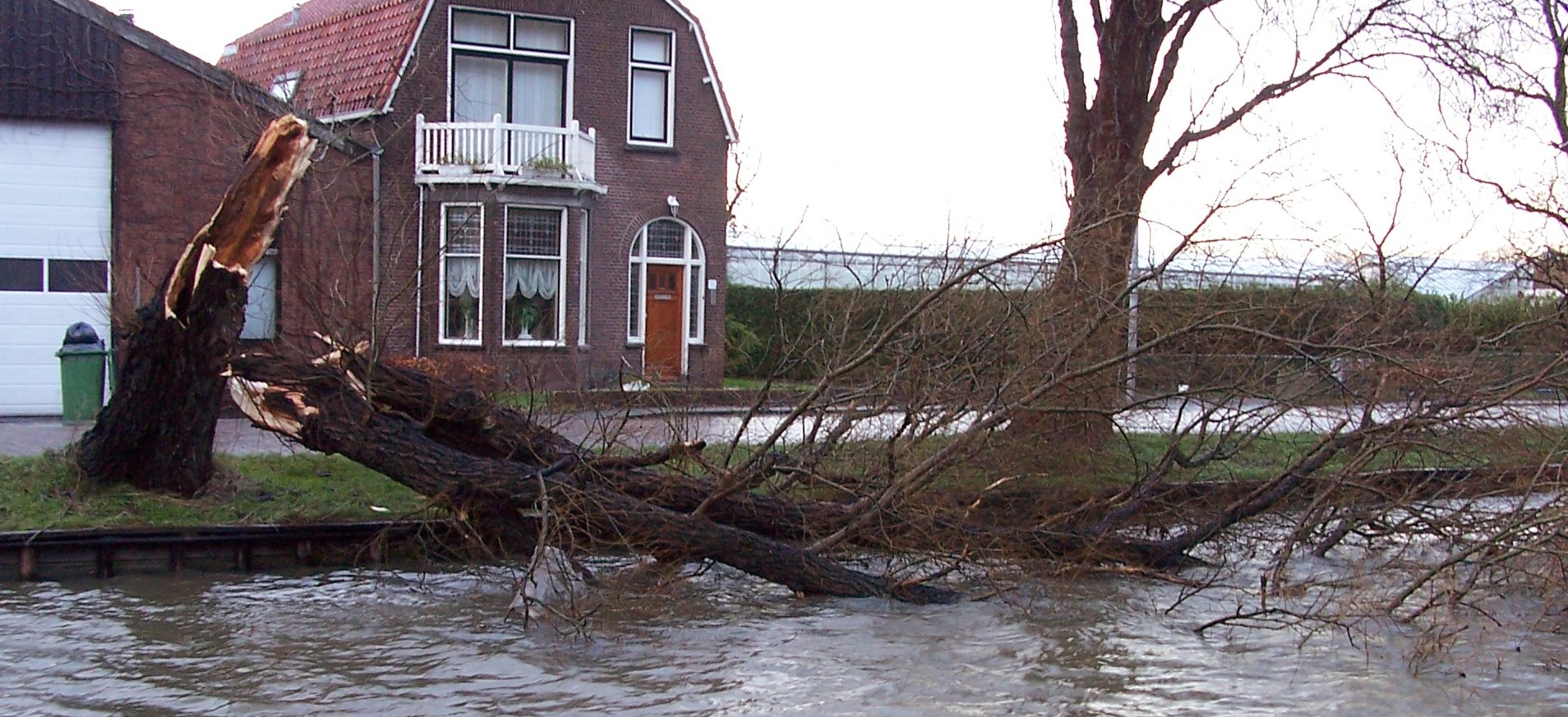
Dégâts de la tempête à Delft, aux Pays-Bas.

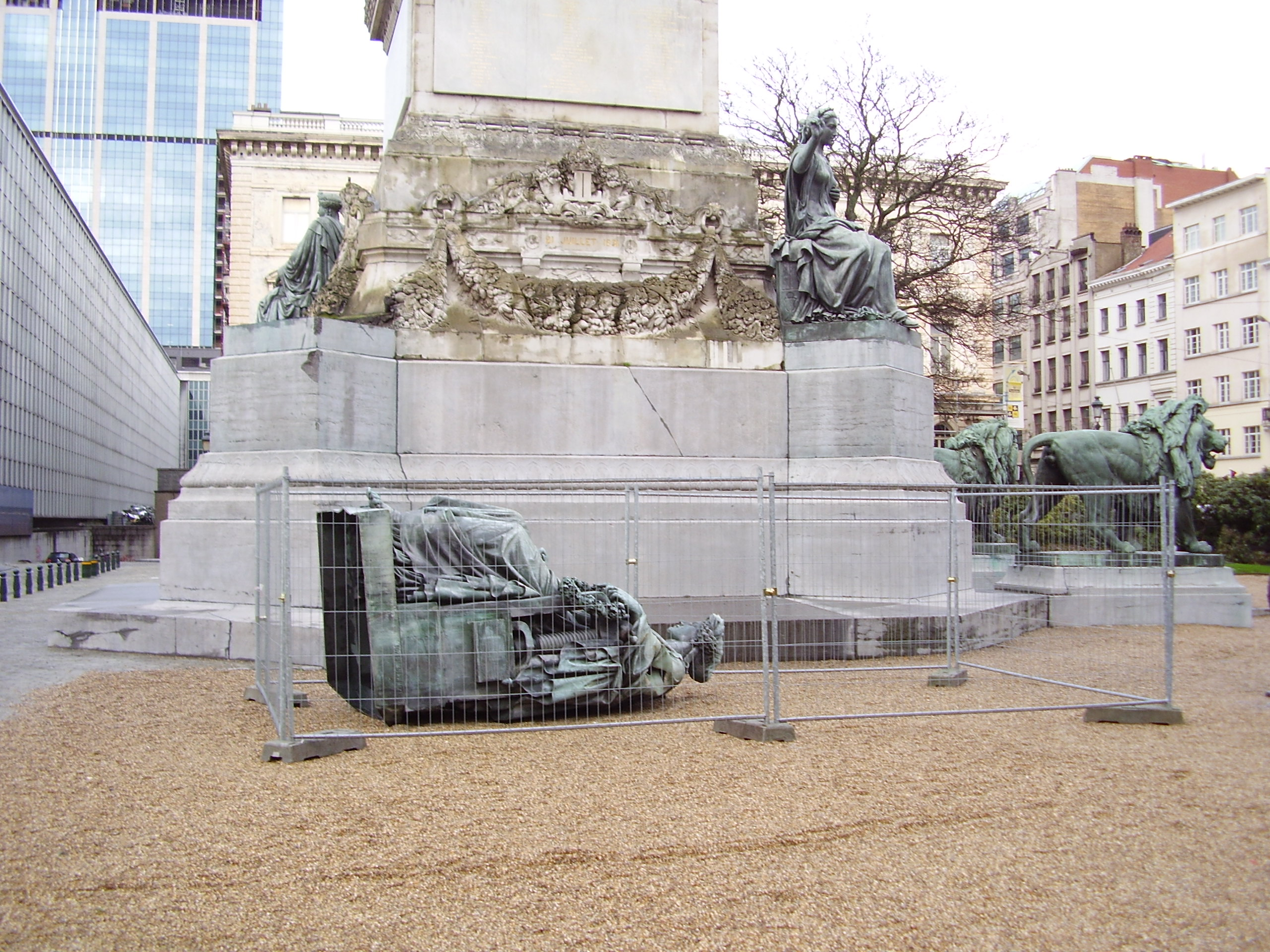
Statue renversée par la tempête à Bruxelles.

En Angleterre, en Suisse et en France, des centaines de vols aériens ont été annulés. Le trafic ferroviaire a été également perturbé. Air Worldwide a modélisé pour les assureurs les coûts de cette tempête. Une première estimation faite trois jours après la tempête faisait état de dégâts estimés entre 4 et 8 milliards d'euros (à comparer aux 4,8 milliards d'euros de la tempête Lothar de décembre 1999), pour un bilan humain de 45 morts en Europe.
La FFSA a estimé pour sa part que les coûts pourraient atteindre 100 à 150 millions d'euros en France et selon la fédération de l'assurance allemande (GDV), les dégâts s'élèveraient à 1 milliard d'euros dans ce dernier pays. Finalement, les pertes ont été évaluées à 1,5 milliard d'euros en Grande-Bretagne et 300 millions d'euros au Benelux.

### Morts et blessés
| Nationalité        | Morts |
| ------------------ | ----- |
| Allemagne          | 11    |
| Belgique           | 2     |
| France             | 2     |
| Pays-Bas           | 6     |
| Pologne            | 6     |
| République tchèque | 4     |
| Royaume-Uni        | 13    |

Nota
Suisse : aucun blessé majeur